# Luis Monge Sánchez
José Luis Monge Sánchez (20 de septiembre de 1948) es un abogado y político chileno. Entre 1998 y 2002 se desempeñó como diputado por el distrito n.º 48.

## Biografía
Nació el 20 de septiembre de 1948. Hijo de Luis Monge Smith y María Josefa Sánchez Bunster.
Se casó con Sara Valdés y fueron padres de siete hijos.

### Estudios y vida laboral
Realizó sus estudios primarios y secundarios en el Colegio Verbo Divino de Santiago. Luego de finalizar su etapa escolar, ingresó a la Pontificia Universidad Católica (PUC), donde se tituló de abogado.
En el ámbito laboral, ejerció libremente su profesión desde 1973 a 1998. Paralelamente, entre 1971 y 1988, se dedicó a las actividades agrícolas. Así, entre 1972 y 1974, fue director de la Confederación Nacional de Pequeños y Medianos Agricultores (CNPMA) y, entre 1973 y 1983, director de la Confederación Nacional de Productores Agrícolas (CNPA).
Asimismo, desde 1980 se desempeñó como presidente de la Federación de organizaciones agrícolas de Malleco, donde permaneció hasta 1991. Desde esa fecha hasta 1996 trabajó como director y Consejero de la Sociedad Nacional de Agricultura (SNA), donde llegó a ser su vicepresidente en 1997.

## Trayectoria política
Inició sus funciones políticas al asumir como dirigente estudiantil del Movimiento Gremial de la Universidad Católica de Chile. En esta época, además, fue vocal de la FEUC y vicepresidente del Centro de Alumnos de la Escuela de Derecho.
En diciembre de 1997, resulta elegido diputado como Independiente en la lista de la Unión por Chile por el Distrito Nº 48, de la Región de la Araucanía, correspondiente a las comunas de Angol, Collipulli, Ercilla, Los Sauces, Lumaco, Purén, Renaico y Traiguén. Fue miembro integrante de la Comisión de Agricultura, Silvicultura y Pesca (CASP); miembro integrante de la Comisión de Familia (CF).
Designado miembro integrante de la Comisión Investigadora de la Corporación Nacional de Desarrollo Indígena (Conadi); miembro integrante de la Comisión Investigadora para evaluar los proyectos de riego ejecutados y recibidos durante los últimos 5 años y detectar eventuales irregularidades (Proyecto de Acuerdo Nº 223); miembro integrante de la Comisión Especial sobre la Pequeña y Mediana Empresa, Pymes (PYME).

## Historial electoral

### Elecciones parlamentarias de 1997
- Elecciones parlamentarias de 1997, para el Distrito 48, Angol, Collipulli, Ercilla, Los Sauces, Lumaco, Purén, Renaico y Traiguén[2]

### Elecciones parlamentarias de 2001
- Elecciones parlamentarias de 2001, para el Distrito 48, Angol, Collipulli, Ercilla, Los Sauces, Lumaco, Purén, Renaico y Traiguén[3]